# Gaspare Pisciotta
(Gaspare Pisciotta al Processo di Viterbo)
Gaspare Pisciotta (Montelepre, 5 marzo 1924 – Palermo, 9 febbraio 1954) è stato un criminale italiano, personaggio della storia criminale siciliana del secondo dopoguerra.

## Biografia
Gaspare Pisciotta nacque a Montelepre (PA) nella Sicilia occidentale il 5 marzo 1924; non era cugino di Salvatore Giuliano, come talora affermato da taluni, ma si conobbero da bambini e diventarono amici da ragazzi. Era infatti uso, al tempo, chiamare "cugino" un amico stretto. Mentre Giuliano rimase a Montelepre durante la guerra, Pisciotta si arruolò nell'esercito e finì recluso in un campo di prigionia in Germania.
Tornò a Montelepre nel giugno del 1944, malato di tubercolosi, dove si unì alla campagna separatista di Giuliano, diventando uno dei primi membri della banda. La malattia lo afflisse per molti anni, tanto che Giuliano stesso, preoccupato per la sua salute, fece di tutto e spese una fortuna per procurargli la streptomicina, medicinale difficilmente reperibile in Italia a quell'epoca.
Il 1º maggio 1947 fu uno dei responsabili della strage di Portella della Ginestra, quando la banda Giuliano sparò contro i manifestanti socialisti e comunisti riuniti a Piana degli Albanesi (provincia di Palermo) per festeggiare la festa dei lavoratori e la vittoria elettorale del Blocco del Popolo, uccidendo 11 persone (anche bambini) e altre 27 rimarranno ferite.

### L'arresto e la morte di Giuliano
Il 9 dicembre 1950, Pisciotta fu catturato a Montelepre nella sua abitazione (si nascondeva in una botola armato di pistola) dagli uomini al comando del questore di Palermo, Carmelo Marzano, che commentò così l'arresto: «lo i banditi li prendo vivi», con chiaro riferimento all'operato poco chiaro dei carabinieri in relazione alla morte di Salvatore Giuliano, avvenuta nel luglio precedente ufficialmente per mano del capitano Antonio Perenze in un improbabile scontro a fuoco a Castelvetrano. Nel giro di una settimana da questo fatto, due giornalisti della rivista L'Europeo, Tommaso Besozzi e Nicola Adelfi, smontarono la versione ufficiale sulla morte del bandito (con due articoli dal titolo eloquente «Di sicuro c'è solo che è morto» e «Lo uccise nel sonno Pisciotta») ed indicarono da subito come reale assassino Gaspare Pisciotta.
La madre di Salvatore Giuliano presentò un esposto alla magistratura in cui accusava Pisciotta come un potenziale traditore del figlio. L'11 aprile 1951, al processo di Viterbo, Pisciotta presentò una dichiarazione scritta con la sorprendente rivelazione che fu lui ad uccidere Giuliano su mandato del ministro degli Interni Mario Scelba, contraddicendo un precedente interrogatorio in cui negava tutto. Il 24 aprile successivo, interrogato dai magistrati, l'avvocato Gregorio De Maria (proprietario dell'abitazione di Castelvetrano in cui fu trovato il corpo di Giuliano) confermò il racconto di Pisciotta e costrinse il capitano Perenze a dare una nuova versione completamente differente dalla precedente: Pisciotta era diventato confidente del Comando forze repressione banditismo, guidato dal colonnello Ugo Luca, con cui entrò in contatto attraverso un mafioso di Monreale, Benedetto Minasola, e i carabinieri gli fornirono una tessera di riconoscimento che gli permetteva di circolare liberamente nonostante fosse latitante, ospitandolo addirittura presso l'abitazione del capitano Perenze; aveva raggiunto un accordo con il colonnello Luca per fare arrestare Giuliano, che però scoprì in anticipo il suo doppio gioco e, dopo un alterco avuto in casa De Maria, Pisciotta inaspettatamente lo uccise nel sonno, circostanza che costrinse gli uomini del colonnello Luca e del capitano Perenze ad inscenare una sparatoria per evitare di "bruciarlo" e continuare così la sua opera di confidente sotto copertura. Nel corso del processo di Viterbo emerse che Giuliano era stato informato del tradimento di Pisciotta dall'ex Ispettore generale di Pubblica Sicurezza Ciro Verdiani, che si era già incontrato con i due banditi nel Natale 1949 nonostante fossero entrambi latitanti.
Ad oggi, esistono cinque versioni differenti sulla fine del bandito. Nel 1970 alcuni superstiti della banda Giuliano testimoniarono davanti alla Commissione parlamentare antimafia che al processo di Viterbo Pisciotta aveva mentito sulla morte di Giuliano, probabilmente per depistare le indagini e nascondere il vero colpevole.

### Il processo di Viterbo
All'udienza del 14 maggio 1951 del processo relativo al massacro di Portella della Ginestra (1º maggio 1947) che si tenne a Viterbo, Pisciotta prese la parola ed, inaspettatamente, dichiarò: «Coloro che ci avevano fatto le promesse si chiamavano così: il deputato DC Bernardo Mattarella, il principe Alliata, l'onorevole monarchico Marchesano e anche il signor Scelba. I primi tre si servivano di Geloso Cusumano come ambasciatore. (…) Furono Marchesano, il principe Alliata, l'onorevole Mattarella a ordinare la strage di Portella della Ginestra (…) Prima del massacro incontrarono Giuliano (…)». Pisciotta raccontò anche di una lettera firmata dal ministro Scelba che fu recapitata a Giuliano il 27 aprile 1947, nella quale commissionava la strage di Portella della Ginestra in cambio dell'amnistia per tutti i membri della banda, e che Giuliano aveva distrutto immediatamente. Secondo Pisciotta, il testo della lettera sarebbe stato il seguente: «Caro Giuliano, noi siamo sull’orlo della disfatta del comunismo. Col vostro e col nostro aiuto noi possiamo distruggere il comunismo. Qualora la vittoria sarà nostra voi avrete l’impunità su tutto.» In un'altra udienza, tenutasi il 20 luglio 1951, mentre stava testimoniando l'ex Ispettore generale di Pubblica Sicurezza Ettore Messana, Pisciotta si alzò in piedi e lo accusò di aver fornito alcuni mitra al bandito Salvatore Ferreri (detto Fra' Diavolo) che servirono per la strage di Portella della Ginestra.
La sentenza della Corte di assise di Viterbo, che concluse quel processo, dichiarò infondate le accuse di Pisciotta. Anche il pubblico ministero nella sua requisitoria al processo di Viterbo aveva definito inaffidabile Pisciotta, che aveva fornito nove diverse versioni della strage e inattendibili le sue accuse contro Mario Scelba, Giovanni Alliata, Tommaso Leone Marchesano, Giacomo Cusumano Geloso e Bernardo Mattarella. Del resto, che l'atteggiamento di Pisciotta facesse parte di una manovra organizzata per depistare era stato dichiarato nel corso del processo dalla stessa madre di Giuliano e da alcuni componenti della banda e fu confermato, davanti alla Commissione parlamentare antimafia, sia da questi ultimi nel marzo 1966 sia, nel giugno 1972, dai due membri della banda che avevano seguito Pisciotta in quella manovra. Infatti, nel 1952, Mattarella, Alliata, Cusumano Geloso, Leone Marchesano e Messana, in un processo sul loro supposto ruolo nell'evento, furono dichiarati innocenti dalla Corte d'appello di Palermo.
Il 3 maggio del 1952 Pisciotta fu condannato all'ergastolo perché i giudici di Viterbo non credettero al suo falso alibi che si era procurato per il giorno della strage (ossia una visita medica in uno studio a Monreale) e, con lui, 12 dei 70 banditi imputati incontrarono la stessa sorte.

### Il carcere e l'avvelenamento
Nel carcere dell'Ucciardone Pisciotta ritenne che la sua vita fosse in pericolo, anche se messo in cella con il padre Salvatore, anch'egli membro della banda Giuliano. Secondo alcuni, Gaspare aveva un piccolo passero al quale faceva assaggiare il cibo prima di mangiarlo a sua volta, per paura di essere avvelenato, e non mangiava il cibo del carcere ma soltanto quello preparato da sua madre, che gli veniva recapitato in cella.
Il 6 febbraio 1954, Pisciotta ebbe un colloquio con il sostituto procuratore Pietro Scaglione, che gli promise che sarebbe tornato con un cancelliere per verbalizzare le sue dichiarazioni.
In ogni caso, la mattina del 9 febbraio successivo, Pisciotta fu svegliato dall'agente di custodia Ignazio Selvaggio e prese un preparato vitaminico che gli era stato prescritto dal medico; poi preparò un caffè per sè e per suo padre, lo zuccherò e lo bevve. Quasi immediatamente venne colpito da lancinanti dolori addominali e, nonostante fosse stato portato immediatamente all'infermeria della prigione, morì nel giro di quaranta minuti. La causa del decesso, secondo gli esiti dell'autopsia, fu dovuta all'ingestione di 20 mg di stricnina, veleno per i topi che infestavano il carcere. Un mese dopo, sempre all’Ucciardone, venne avvelenato Angelo Russo, un altro membro della banda Giuliano e condannato anch'egli al processo di Viterbo per la strage di Portella della Ginestra: nel suo bicchiere di vino era stata versata della cicuta.
L'avvelenamento di Pisciotta causò uno scandalo politico e venne aperta un’inchiesta: il direttore del carcere, Vincenzo Restivo, fu trasferito e l’agente di custodia Ignazio Selvaggio venne tratto in arresto insieme a Filippo Riolo, boss mafioso di Piana degli Albanesi (detenuto all'Ucciardone negli stessi giorni in cui avvenne l'avvelenamento), che furono assolti in istruttoria per insufficienza di prove nel 1957 insieme a Salvatore Pisciotta, sospettato di aver avuto un ruolo nella morte del figlio. Interrogato dalla Commissione parlamentare antimafia nel maggio 1970, Salvatore Pisciotta affermò di ritenere che uno dei responsabili della morte del figlio fosse l'agente di custodia Selvaggio. Frank Mannino, un altro bandito ascoltato dalla Commissione antimafia il 2 luglio 1970, parlò invece di suicidio. Nel 1995 il pentito calabrese Antonino Mammoliti rivelò che detenuti calabresi all'Ucciardone prestarono la loro collaborazione ai siciliani per eliminare Pisciotta e che l'avvelenatore era stato un certo Antonino Barca. 
Sia il Governo italiano che la mafia furono indicati come i mandanti dell'uccisione di Pisciotta, ma nessuno venne processato per la sua morte. La madre di Gaspare, Rosalia, scrisse una lettera aperta alla stampa il 18 marzo di quell'anno denunciando il possibile coinvolgimento di politici corrotti e della mafia nell'uccisione del figlio, dicendo: «Sì, è vero che mio figlio Gaspare non potrà più parlare e molta gente è convinta di essere al sicuro; ma chissà, forse qualche altra cosa può venir fuori».

## Influenza culturale
- Nel film Salvatore Giuliano (1962) di Francesco Rosi, Pisciotta è interpretato da Frank Wolff.
- Il film Il caso Pisciotta (1972) per la regia di Eriprando Visconti ricostruisce con aggiunta di elementi di fantasia e il cambio dei nomi dei personaggi le vicende dell'avvelenamento di Pisciotta, che compare soltanto nelle prime scene del film ed è interpretato da Paolo Modugno.
- Il monologo satirico di successo "Venga a prendere un caffè da noi", recitato la prima volta nel corso della trasmissione televisiva Mazzabubù (1975) dall'attore Pino Caruso, è ispirato alla vicenda dell'avvelenamento in cella di Pisciotta[20].
- Il film Il siciliano (1987) di Michael Cimino, tratto dall'omonimo romanzo di Mario Puzo, che ricostruisce in maniera romanzata e fantasiosa la vicenda del bandito Giuliano, Pisciotta è interpretato da John Turturro.
- Nel film Segreti di Stato (2003) di Paolo Benvenuti, incentrato sui misteri che ruotano intorno alla strage di Portella della Ginestra, Pisciotta è interpretato da David Coco.